# 야마모토 요코
야마모토 요코(山本陽子, 1942년 3월 17일~2024년 2월 20일)는 일본의 배우, 성우이다.

## 출연

### 영화
- 무한의 주인(2017년) - 야오비구니 역
- 플로렌스와 네무루(2016년)
- 검은 색 가죽 수첩(2004년)
- 검객 5(1991년)
- 쟈린코 치에 극장판(1981년)
- 팔묘촌(1977년)
- 화려한 일족(1974년)
- 대괴수 갓파(1967년)